# Морискоси
Морискоси су били шпански муслимани који су последњи протерани са Пиринејског полуострва. Дана 14. фебруара 1502. године, на исти начин као и Јевреји током 1492. Услов је био да се или покрсте и прихвате католичку веру, или да напусте шпанско тло. Ово неће бити последње протеривање: Филип III од Шпаније је започео протеривање морискоса 1609. године које ће се завршити 1616. године. У том периоду, земљу је напустило око 272.000 морискоса. На тај начин је довршено тотално уништавање најнапредније културе западне Европе средњег века и окончано сурово протеривање муслимана са Пиринејског полуострва који су појединим његовим деловима владали од 711. године, односно више од 8 векова.
Реч је настала од шпанске речи „моро“ што значи Маварин.